# 姚榜义
姚榜义（1919年2月10日—2011年11月29日），江苏武进人，是中国著名水利学家，水利规划、环境水利专家。享受国务院特殊津贴的专家。第四、第五届水利学会理事，环境水利学科创始人之一。中国水利学会第四、第五届理事，环境水利研究会第一至第三届主任。南水北调规划办公室首任专职主任。三峡水利枢纽工程专家咨询组环境组长。国务院农村发展研究中心研究员。《中国水利百科全书》水利规划分支主编。

## 主要经历
1937年姚榜义在南京考入中央大学土木工程系，由于抗日战争爆发，中央大学内迁重庆，几经转辗于 1938年9月抵达重庆，作为1938年新生入学，1939年夏转入水利系，于 1942年毕业。毕业后至新中国成立前，先后在导淮委员会纂江水道工程局任助理工程师（1942年），资源委员会西宁水力发电厂工程处任助理工程师（1943—1944年），全国水力发电工程总处任副总工程师（1945—1947年），水利部设计测量队任副总工程师（1947—1948 年）。
新中国成立后，1949—1952年在华东军政委员会下设的华东农林水利部（1950年改名为华东水利部）任工程师，1952—1957年任治淮委员会工程师兼设计室主任、副总工程师。1958 年奉调北京，先后任水利电力部计划司规划处长（1959—1970年）、水利部规划设计总院副总工程师、副院长（1971—1978年），1979年调任水利部南水北调规划办公室主任，直至 1990 年退休。期间还曾兼任过国务院农村发展研究中心研究员；中国水利学会第四、第五届理事，环境水利研究会第一至第三届主任；《中国水利百科全书》水利规划分支主编。
姚榜义是中国著名水利规划专家。他参与主持编纂了淮河流域治理规划、海河流域规划、华北平原河网化规划、黄淮海平原水利规划、太湖流域规划、南水北调工程规划等多项国家重大规划的编制和实施，尤其在淮河流域规划和南水北调工程规划中做出了重大贡献。
早在1950年代，姚榜义就开始了淮河沂沭泗水系治理的探索，他于70年代提出了著名的 “东调南下” 规划方案，即把沂河的洪水尽量东调经新沭河从山东入海，腾出南四湖库容调蓄洪水经运河南下江苏，再由入江水道入长江。这一开创性的规划思想和方案的成功实施，为缓解沂沭泗和里下河地区洪涝威胁发挥了具有战略和里程碑意义的作用。在淮河治理规划中，开辟茨淮新河和怀洪新河的规划方案，也是他最早提出来的，该两项工程是现代治淮的骨干工程，至今发挥重要作用。这些开创性规划方案，都堪称是江河治理规划中的经典之作。
姚榜义是中国南水北调工程规划的主要制定者之一，他亲历了南水北调规划的全过程。自从1952年10月和1953年3月毛泽东主席先后与当时的黄河水利委员会主任王化云和长江流域规划办公室主任林一山谈到“南方水多，北方水少，如有可能，借点水来也是可以的。”之后，南水北调就一直在酝酿中，几经起伏，即使在 1954 年编制的 《黄河综合利用规划技术经济报告》 和 1958 年编制的 《长江规划综合利用规划要点报告（草案）》中已经形成了东、中、西三条调水线路的设想，但皆停留在宏观概念层面。1972 年华北大旱，在7月国务院召开北方十七省抗旱会议后，水电部于9月责成淮河流域规划办公室、黄河水利委员会和水电部十三工程局组成南水北调规划组，姚榜义任组长。从此，南水北调工程开始了具体规划进程，姚榜义也就此与南水北调结下不解之缘，当年他 53 岁。1979年12月，水利部以“(79)水规字第57号文”正式成立“南水北调规划办公室”（以下简称南办），姚榜义任主任，从此挑起了主持中国南水北调规划的重任。姚榜义对东、中、西三条输水线路都非常重视，但他认为“中线水源地水量较少，新开河道进行大规模长距离流域间输水还缺乏实践经验；西线尚未找到较现实的方案，缺乏研究深度；东线情况较为清楚，没有很大风险”（《姚榜义自述》），因此，他主张先开展东线规划的研究。在东线规划中，姚榜义就调水对长江下游河道与河口的影响、吸血虫病是否会随调水向北方传播、向北输水是否会引起受水区次生盐碱化、沿线湖泊利用与泵站设置、穿黄工程、沿线水量分配及与江苏省已建成的江水北调工程的关系、工程投入运行后的运行调度与管理等规划研究的内容，都做了深入思考和精心布置。南水北调工程不仅涉及自然与环境、更涉及复杂的社会经济关系。因此，东线的规划一直在不断完善中，到1982年底形成了“先通后畅、分步实施”的规划方案。在这一艰难过程中，凝聚了姚榜义几十年的心血与智慧。
姚榜义在主持南水北调东线规划的同时，也努力推动中线和西线规划的研究，本着实事求是的精神，把握住规划的大方向。1994年2月，姚榜义和朱承中注意到有关单位领导急于要上南水北调中线项目，甚至压低原已严重估计不足的工程投资，争取和长江三峡工程同时上马，忧心忡忡地向时任水利部部长钱正英反映，指出如此规模巨大、情况复杂、研究深度尚浅的工程若仓促上马，将可能犯与黄河三门峡工程类似的决策失误。钱正英将他们的意见致信国家计委党组，得到国家领导层重视。
对国家、民族负责，实事求是是姚榜义几十年规划工作留给后人最宝贵的经验。1996年一次水利部组织召开的南水北调工程论证大会上，当时主要领导宣布搁置东线，改上中线，这一突然的决策改变令水利界许多专家和领导感到困惑和茫然。当时姚榜义走上台说：“我只讲一句话，我们的决策要经得起历史的检验”。 话语铿锵有力，在那种场合这是需要勇气的，这勇气就来源于姚榜义对事业的高度责任感。
恪尽己责、淡泊名利，是姚榜义工作和做人的风范。1958年大跃进时片面推行“以蓄为主”的治水方针，造成冀、鲁、豫、皖、苏、京、津平原地区严重涝碱灾害，当时作为规划处长的姚榜义日夜奔忙于五省两市，统筹安排黄淮海平原洪涝出路。（朱承中的回忆文章）到了1960年代，各地水利纠纷仍不断发生，姚榜义总是哪里有问题就立即奔向哪里，毫无怨言。由于他善于协调水利矛盾，化解纠纷，大家怀着敬意和诙谐的称他开创了一门“水利纠纷学”。
正如钱正英和朱承中同志纪念姚榜义先生的文章标题《淡泊名利，榜义江河》中所说：“他恪尽己责，不求回报。他的一生可说是清淡似水，但他的业绩永远融入祖国的江河。”

## 论著

### 书籍
《中国水利百科全书》水利规划分册
《淮河流域治理规划》
《海河流域规划》
《黄淮海平原水利规划》
《华北平原河网化规划》
《太湖流域规划》
《南水北调工程规划》